# Лески (Урицкий район)
Лески — деревня в Урицком районе Орловской области России.
Входит в состав Богдановского сельского поселения.

## География
Расположена в окружении населённых пунктов: Ленинский, Хорошилово, Зарёвка и Бобраки на автодороге 54К-17, которая ответвляется от автомобильной дороги Р120: Орёл — Брянск — Смоленск — Беларусь.
Через Лески проходит просёлочная дорога, в деревне имеются две улицы — Ручейная и Школьная.

## Население
| 2002 | 2010 |
| ---- | ---- |
| 137  | ↘116 |